# Toppie
Toppie is een nummer van de Nederlandse rapper Donnie en de Nederlandse supergroep De Toppers. Het werd in 2022 als single uitgebracht en stond in 2023 als twaalfde track op het album De kibbelingsound van Donnie.
Donnie en Topper René Froger werden een jaar eerder al samen op de hit Bon gepakt. Na het succes van dit nummer nam Donnie opnieuw contact op met Froger voor een nieuw nummer. Uiteindelijk werd dit de single "Toppie", waarop niet alleen Froger maar ook Gerard Joling en Jeroen van der Boom meedoen als De Toppers. De single werd echter niet zo succesvol als veel van de vorige singles van Donnie; het bleef steken op een 23e positie in de Tipparade.
Kort voor aanvang van het WK voetbal in Quatar werd een aangepaste versie van het nummer voor supermarktketen Jumbo gemaakt. De televisiereclame werd echter al binnen één dag van de buis gehaald omdat in de reclame rapper Donnie met meerdere bouwvakkers te polonaise loopt. Dit viel bij een groot gedeelte van Nederland in het verkeerde keelgat vanwege de vele doden onder de arbeiders die hebben gewerkt aan de stadions in Quatar.